# Abdelhamid Amari
Pour les articles homonymes, voir Amari (homonymie).
Abdelhamid Amari, né le 20 août 1984, est un footballeur international soudanais.

## Biographie
Abdelhamid Amari participe à la Coupe d'Afrique des nations 2008 avec l'équipe du Soudan.

## Palmarès
- Vainqueur de la Coupe du Soudan en 2005, 2006 et 2007 avec Al Merreikh Omdurman
- Finaliste de la Coupe de la CAF en 2007 avec Al Merreikh Omdurman
- Meilleur buteur de la Coupe Kagame Inter-Club en 2007.